# Relief
Relief (fransk, italiensk rilievo af latin rilevum eller relevatum, ophøjet) er et plastisk arbejde på en fast baggrund, enten figurlig fremstilling eller ornament.
Materialet kan være ler, gips, sten eller metal, og alt efter stoffets art kan relieffet være modeleret, hugget, drevet eller støbt. Man skelner mellem høj- eller hautrelief, hvor figurerne træder frem fra fladen med mere end halvdelen af deres legemsform, halv-, mezzo- eller demirelief, hvor skikkelserne er halvrunde, og flad- eller basrelief, hvor mindre end halvdelen af figurernes volumen hæver sig fra baggrunden. I reglen udsondres demirelieffet ikke som en særlig gruppe, men regnes for basrelief. Et enkelt relief repræsenterer ofte to eller alle tre arter, idet figurerne kan være udarbejdede i forskellige planer for at frembringe dybdevirkning i figurgrupperne. Undertiden, især i renæssancen, har man tilladt sig at bryde baggrundsplanet ved et perspektivisk tegnet landskab eller interiør.
Som speciel afart kan nævnes det oldægyptiske hulrelief (græsk koilanaglyf), hvis figurer vel er udarbejdede i ganske lavt basrelief, men ligger i svage fordybninger, hvis omrids følger figurkonturerne. En anden varietet, der f.eks. forekommer i romansk kunst, karakteriseres ved, at selve figurerne følger en enkel, plan flade, parallel med og kun svagt hævet fra baggrunden, og at deres detaljer vises ved fordybede linjer, ligesom i billedstokke til træsnit, "fladsnit" eller "sletrelief".